# Cacém
Cacém era una freguesia portuguesa del municipio de Sintra, distrito de Lisboa.

## Historia
Pertenece a la ciudad de Agualva-Cacém y al municipio de Sintra. La freguesia de Cacém fue creada el 3 de julio de 2001, por la ley n.º 18-C/2001, que extinguió la antigua freguesia de Agualva-Cacém y creó las nuevas freguesias de Agualva, Cacém, Mira-Sintra y São Marcos.
De las cuatro freguesias constituyentes de la ciudad de Agualva-Cacém, la freguesia de Cacém era la segunda mayor de las cuatro. Era también de las freguesias más funcionales de la ciudad y del municipio de Sintra.
Fue suprimida el 28 de enero de 2013, en aplicación de una resolución de la Asamblea de la República portuguesa promulgada el 16 de enero de 2013 al unirse con la freguesia de São Marcos, formando la nueva freguesia de Cacém e São Marcos.

## Educación
- Escuela António Sérgio Site da Escola
- Escuela secundária Gama Barros

## Sanidad
- Centro de Salud de Cacém web del centro
- Farmacia Silva Duarte - Rua Elias Garcia, 163-A-B, 2735-267 Cacém - Telefone: 219148120

## Deportes
- Club Atlético de Cacém - fundado el 28 de julio de 1941 web del club

## Patrimonio
- Antiguas Quintas - hasta mediados del siglo XX, existían en Cacém:
  - Quinta de Santa Isabel;
  - Quinta das Flores;
  - Quinta de São João;
  - Quinta dos Ulmeiros;
  - Quinta da Bela Vista;
  - otras.
- Chafariz de D. Maria II - fue mandado construir en el reinado de D. Maria II, en 1849, siendo ministro el mariscal Duque de Saldanha e inspector Barão da Luz; a finales de la década de 1950 fue desmontado; en 1998 volvió a ser colocado en su lugar de origen, en la plaza de D. María II.
- Plaza de D. Maria II - es actualmente el lugar de reunión de los habitantes más mayores de la localidad.